# Макаренко Олександр Олександрович
Олександр Олександрович Макаренко ( 20 січня 1994— 20 березня 2022) — військовий, правоохоронець. Майстер-сержант Служби безпеки України. Герой України.

## Біографія
Олександр народився у селищі Чкаловське Харківської області. Навчався у школі-інтернаті «Козацький ліцей». Здобув фах фельдшера у Куп’янському медичному коледжі імені Марії Шкарлетової. Потім отримав вищу освіту у Харківському національному університеті внутрішніх справ. Займався спортом: рукопашним боєм, воркаутом і паркуром. У 2015 році проходив строкову військову службу у лавах Нацгвардії. Тоді ж вирішив залишитися у війську. Брав участь в АТО/ООС на Донбасі. Від 2015 служив у лавах Національної гвардії України: фельдшером групи окремого призначення Східного територіального управління, від 2017 — офіцером з тактичної медицини Окремого загону спеціального призначення «Омега». У 2021 році Олександр пройшов складний відбір та став співробітником Центру спеціальних операцій «А» Служби безпеки України. У пам’ять про Олександра Макаренка та Владислава Бувалкіна Національна академія Служби безпеки України створила фільми «Герої: шлях незламності». Не дочекалися свого Героя з війни дружина Наталя та син Богдан.

## Бойовий шлях
З першого дня повномасштабної війни Олександр у складі свого підрозділу брав участь в оборони столиці та Київської області. 20 березня 2022 року в складі групи підрозділу спецпризначення Служби безпеки України майстер-сержанти Владислав Бувалкін та Олександр Макаренко з військовослужбовцями ЗСУ здійснили вогневе ураження особового складу російських окупантів та ймовірного місця розташування ворожого штабу біля селища Макарова Київської області. Повертаючись із завдання, група потрапила під танковий обстріл. Унаслідок вибуху Олександр Макаренко та Владислав Бувалкін загинули.
29 серпня 2022 року в День пам'яті захисників України, які загинули в боротьбі за незалежність, суверенітет і територіальну цілісність нашої держави, Президент України Володимир Зеленський в Білій залі Героїв України в Маріїнському палаці у Києві вручив нагородні атрибути звання Герой України  з удостоєнням ордена «Золота Зірка» родині майстер-сержанта Олександра Макаренка.
«Захищати національні інтереси – почесна і складна задача, і далеко не кожен здатний робити це так віддано і професійно, як ви. Ви стоїте на сторожі конституційних прав і свобод українських громадян, а особливо – у цей складний час, коли наша країна захищає себе від російського агресора. У важких боях за Макарівську землю у 2022 року брали участь представники СБУ, за що їм велика вдячність. Саме у той час загинули мастер-сержанти СБУ, Герої України Владислав Бувалкін та Олександр Макаренко. Вічна пам’ять і низький уклін» – написали на сайті Макарівської селищної ради.

## Нагороди
- Звання Герой України з удостоєнням ордена «Золота Зірка» (2022, посмертно).[1]